# Taťjana Logunovová
Taťjana Jurijevna Logunovová (* 3. července 1980 Moskva, Sovětský svaz) je ruská sportovní šermířka, která se specializuje na šerm kordem.
Rusko reprezentuje od konce devadesátých let. Na olympijských hrách startovala v roce 2000, 2004, 2008, 2012 a 2016 v soutěži jednotlivkyň a družstev. V soutěži jednotlivkyň se na olympijských hrách 2000 probojovala do semifinále a obsadila čtvrté místo. V roce 2010 obsadila třetí místo na mistrovství světa a v roce 2003 získala titul mistryně Evropy v soutěži jednotlivkyň. S ruským družstvem kordistek vybojovala dvě zlaté (2000, 2004) a jednu bronzovou (2016) olympijskou medaili. S družstvem kordistek dále vybojovala dva tituly (2001, 2003) mistryň světa a v tři tituly (2003, 2004, 2012) mistryň Evropy.